# پرستی
پرستی (به لاتین: Præstø) یک شهرک در دانمارک است که در ووردینبورگ، کمون دانمارک واقع شده‌است. پرستی ۲٫۴۸ کیلومتر مربع مساحت و ۳٬۸۱۴ نفر جمعیت دارد.